# Discografia de Taylor Swift
A cantora e compositora americana Taylor Swift lançou onze álbuns de estúdio, um álbum ao vivo, um álbum de compilação, quatro álbuns de vídeo, cinco extended plays (EPs), cinquenta e seis singles (incluindo cinco como artista convidada), dezenove singles promocionais e quarenta e cinco videoclipes. Com vendas estimadas em mais de 50 milhões de álbuns e 150 milhões de singles em todo o mundo, Swift é um dos artistas de música mais vendidos. Nos EUA, Swift é o terceiro artista de singles digitais mais vendido com 121 milhões de unidades certificadas, é a primeira artista a ter quatro álbuns que venderam mais de um milhão de cópias na primeira semana na Billboard 200, e até novembro de 2017, 43 milhões de álbuns da artista já haviam sido vendidos apenas em território norte-americano, o que fez de Swift a quinta artista feminina que mais álbuns vendeu desde o início da contagem de vendas pela Nielsen SoundScan em 1991.
A carreira de Swift começou com um contrato com a Big Machine Records em 2005 e  tendo lançado o seu álbum de estreia homônimo no ano seguinte. O álbum se tornou o álbum mais longo da década de 2000 a permanecer na parada Billboard 200, onde alcançou o número cinco. O segundo single do álbum, "Teardrops on My Guitar", tornou-se um hit crossover, enquanto o terceiro single, "Our Song", fez de Swift a cantora e compositora mais jovem a alcançar o número um na Billboard Hot Country Songs. O segundo álbum de estúdio de Swift, Fearless (2008), liderou as paradas nos EUA, Canadá e Nova Zelândia. Seus singles "Love Story" e "You Belong with Me" foram sucessos internacionais, levando Swift à fama internacional. Fearless foi o álbum mais vendido de 2009 nos EUA, e 13 de suas músicas alcançaram o top 40 da Billboard Hot 100 dos EUA, quebrando o recorde de entradas de um único álbum no top 40. O álbum foi certificado com disco de diamante pela pela Recording Industry Association of America (RIAA).
Swift obteve seu primeiro single número um no Canadá com "Today Was a Fairytale" da trilha sonora do Valentine's Day (2010). Seu terceiro álbum de estúdio, Speak Now (2010), foi completamente auto-escrito, chegando ao topo das paradas nos EUA, Austrália, Canadá e Nova Zelândia. Seus singles, "Mine" e "Back to December", alcançaram o top dez nos EUA. O quarto álbum de estúdio de Swift, Red (2012), foi seu primeiro álbum número um no Reino Unido, e gerou os dez primeiros singles internacionais "We Are Never Ever Getting Back Together", "I Knew You Were Trouble."e" 22 "; o primeiro sendo seu primeiro single número um do Hot 100. Seu quinto álbum de estúdio e seu primeiro projeto totalmente pop, 1989 (2014), foi o álbum mais vendido de 2014 nos EUA, e gerou cinco singles no top 100 do Hot 100 - "Shake It Off", "Blank Space", "Bad Blood", "Style" e "Wildest Dreams", os três primeiros atingindo o primeiro lugar nos EUA. Swift se tornou a primeira artista feminina da história a ter um certificado de diamante tanto como single quanto por álbum pela RIAA, com o certificado de diamante de "Shake It Off" em março de 2020.
Em 2016, Swift lançou uma música com Zayn para a trilha sonora de Fifty Shades Darker, intitulada "I Don't Wanna Live Forever", que alcançou o top cinco de várias paradas nacionais em todo o mundo, tendo certificado de diamante no Brasil e na França. O sexto álbum de estúdio de Swift, Reputation (2017), foi seu quarto álbum a estrear no número um nos EUA, com vendas na primeira semana de mais de um milhão de cópias, seguindo Speak Now, Red e 1989, e se tornando o álbum mais vendido álbum de 2017 nos EUA. Ele gerou os dez primeiros singles internacionais "Look What You Made Me Do" e "...Ready for It?"; o primeiro foi o primeiro single número um de Swift no Reino Unido e o quinto nos EUA. Swift encerrou seu contrato com a Big Machine em 2018, quando assinou um contrato de vários álbuns com o Universal Music Group, que promove seus lançamentos sob a marca Republic Records. Seu sétimo álbum de estúdio, Lover (2019), gerou os singles top 10 globais: "Me!", "You Need to Calm Down" e "Lover", e se tornou o sexto álbum número um consecutivo de Swift nos EUA. Todas as 18 faixas do álbum chartearam simultaneamente no Hot 100, quebrando o recorde de mais entradas simultâneas na parada por uma artista feminina. Lover foi o álbum mais vendido do ano nos EUA. Ele vendeu um milhão de unidades na primeira semana na China e entrou no Guinness World Records como o álbum de estúdio mais vendido do mundo em 2019. O oitavo álbum de estúdio de Swift, Folklore (2020), foi um lançamento surpresa. O Folklore quebrou vários recordes de streaming, e entrou no Guinness World Record como maior estreia por um álbum feminino no Spotify.

## Álbuns

### Álbuns de estúdio
| Título                                                                                                 | Detalhes do álbum | Melhores posições nas paradas | Melhores posições nas paradas | Melhores posições nas paradas | Melhores posições nas paradas | Melhores posições nas paradas | Melhores posições nas paradas | Melhores posições nas paradas | Melhores posições nas paradas | Melhores posições nas paradas | Melhores posições nas paradas | Vendas                                                                             | Certificações |
| Título                                                                                                 | Detalhes do álbum | EUA                           | ALE                           | AUS                           | CAN                           | DIN                           | IRL                           | JPN                           | NZL                           | SUE                           | UK                            | Vendas                                                                             | Certificações |
| --- | --- | ----------------------------- | ----------------------------- | ----------------------------- | ----------------------------- | ----------------------------- | ----------------------------- | ----------------------------- | ----------------------------- | ----------------------------- | ----------------------------- | ---------------------------------------------------------------------------------- | --- |
| Taylor Swift                                                                                           | - Lançamento: 24 de outubro de 2006 - Gravadora: Big Machine - Formatos: CD, download digital, DVD, vinil, streaming           | 5                             | —                             | 33                            | 14                            | —                             | 59                            | 53                            | 38                            | —                             | 81                            | - EUA: 5.800.000                                                                   | - RIAA: 7× Platina - ARIA: Platina - BPI: Ouro - MC: Platina |
| Fearless                                                                                               | - Lançamento: 11 de novembro de 2008 - Gravadora: Big Machine - Formatos: CD, download digital, DVD, streaming, vinil          | 1                             | 12                            | 2                             | 1                             | 23                            | 7                             | 8                             | 1                             | 12                            | 5                             | - Mundo: 12.000.000 - EUA: 7.300.000 - AUS: 500.000                                | - RIAA: Diamante - ARIA: 7× Platina - BPI: 2× Platina - BVMI: Ouro - IFPI DIN: Platina - IRMA: 2× Platina - MC: 4× Platina - RIAJ: Ouro - RMNZ: 3× Platina                                |
| Speak Now                                                                                              | - Lançamento: 25 de outubro de 2010 - Gravadora: Big Machine - Formatos: CD, download digital, DVD, streaming, vinil           | 1                             | 15                            | 1                             | 1                             | 26                            | 6                             | 6                             | 1                             | 18                            | 6                             | - EUA: 4.800.000                                                                   | - RIAA: 6× Platina - ARIA: 2× Platina - BPI: Platina - IRMA: Ouro - MC: 3× Platina - RIAJ: Ouro - PMB: Ouro - RMNZ: Platina                                                               |
| Red | - Lançamento: 22 de outubro de 2012 - Gravadora: Big Machine - Formatos: CD, DVD, download digital, streaming                  | 1                             | 5                             | 1                             | 1                             | 3                             | 1                             | 3                             | 1                             | 8                             | 1                             | - Mundo: 8.000.000 - EUA: 4.500.000 - JPN: 256.000                                 | - RIAA: 7× Platina - ARIA: 5× Platina - BPI: 2× Platina - BVMI: Ouro - GLF: Ouro - IFPI DIN: Platina - IRMA: Platina - MC: 4× Platina - RIAJ: Platina+Ouro - PMB: Ouro - RMNZ: 2× Platina |
| 1989                                                                                                   | - Lançamento: 27 de outubro de 2014 - Gravadora: Big Machine - Formatos: CD, download digital, DVD, streaming, vinil           | 1                             | 4                             | 1                             | 1                             | 2                             | 1                             | 3                             | 1                             | 23                            | 1                             | - Mundo: 10.100.000 - EUA: 6.300.000 - CAN: 542.000 - JPN: 268.000 - UK: 1.127.000 | - RIAA: 9× Platina - ARIA: 10× Platina - BPI: 5× Platina - BVMI: Platina - GLF: Ouro - IFPI DIN: 2× Platina - MC: 6× Platina - RIAJ: Platina - PMB: Platina - RMNZ: 6× Platina            |
| Reputation                                                                                             | - Lançamento: 10 de novembro de 2017 - Gravadora: Big Machine - Formatos: Cassete, CD, download digital, DVD, streaming, vinil | 1                             | 2                             | 1                             | 1                             | 3                             | 1                             | 3                             | 1                             | 2                             | 1                             | - Mundo: 4.500.000 - EUA: 2.400.000                                                | - RIAA: 3× Platina - ARIA: 3× Platina - BPI: 2× Platina - BVMI: Ouro - GLF: Platina - IFPI DIN: Platina - RIAJ: Ouro - RMNZ: 3× Platina                                                   |
| Lover                                                                                                  | - Lançamento: 23 de agosto de 2019 - Gravadora: Republic - Formatos: Cassete, CD, download digital, streaming, vinil           | 1                             | 2                             | 1                             | 1                             | 3                             | 1                             | 3                             | 1                             | 1                             | 1                             | - Mundo: 4.173.000 - EUA: 1.500.000 - CAN: 61.000                                  | - RIAA: 3× Platina - ARIA: 2× Platina - BPI: Platina - IFPI DIN: Platina - RMNZ: Platina                                                                                                  |
| Folklore                                                                                               | - Lançamento: 24 de julho de 2020 - Gravadora: Republic - Formatos: Cassete, CD, download digital, streaming, vinil            | 1                             | 5                             | 1                             | 1                             | 1                             | 1                             | 10                            | 1                             | 3                             | 1                             | - Mundo: 6.332.000 - EUA: 1.700.000 - CAN: 62.000                                  | - RIAA: 2× Platina - ARIA: Platina - BPI: Platina - IFPI DIN: Platina - RMNZ: 2× Platina                                                                                                  |
| Evermore                                                                                               | - Lançamento: 11 de dezembro de 2020 - Gravadora: Republic - Formatos: Cassete, CD, download digital, streaming, vinil         | 1                             | 5                             | 1                             | 1                             | 2                             | 2                             | 16                            | 1                             | 3                             | 1                             | - EUA: 1.300.000 - CAN: 31.000                                                     | - RIAA: Platina - ARIA: Ouro - BPI: Ouro - IFPI DIN: Platina - MC: Ouro - RMNZ: Platina                                                                                                   |
| Midnights                                                                                              | - Lançamento: 21 de outubro de 2022 - Gravadora: Republic - Formatos: Cassete, CD, download digital, streaming, vinil          | 1                             | 1                             | 1                             | 1                             | 1                             | 1                             | 7                             | 1                             | 1                             | 1                             | - EUA: 1.800.000 - UK: 137.615                                                     | - RIAA: 2× Platina - ARIA: Platina - BPI: 3× Platina - BVMI: Ouro - IFPI DIN: Platina - MC: 2× Platina - RMNZ: 2× Platina                                                                 |
| The Tortured Poets Department                                                                          | - Lançamento: 19 de abril de 2024 - Gravadora: Republic - Formatos: Cassete, CD, download digital, streaming, vinil            | 1                             | 1                             | 1                             | 1                             | 1                             | 1                             | 4                             | 1                             | 1                             | 1                             | - EUA: 3 491 00 - CAN: 108 000 - UK: 313 800                                       | - RIAA: 6× Platina - ARIA: 3x Platina - BPI: 3x Platina - IFPI DIN: 2x Platina |
| The Life of a Showgirl                                                                                 | - Lançamento: 3 de outubro de 2025 - Gravadora: Republic - Formatos: Cassete, CD, download digital, streaming, vinil           | —                             | —                             | —                             | —                             | —                             | —                             | —                             | —                             | —                             | —                             |                                                                                    | |
| "—" denota álbuns que não conseguiram entrar nas paradas musicais ou não foram lançados no território. | |                               |                               |                               |                               |                               |                               |                               |                               |                               |                               |                                                                                    | |

### Regravações
| Título                       | Detalhes do álbum | Melhores posições nas paradas | Melhores posições nas paradas | Melhores posições nas paradas | Melhores posições nas paradas | Melhores posições nas paradas | Melhores posições nas paradas | Melhores posições nas paradas | Melhores posições nas paradas | Melhores posições nas paradas | Melhores posições nas paradas | Vendas                                        | Certificações                                              |
| Título                       | Detalhes do álbum | EUA                           | ALE                           | AUS                           | CAN                           | DIN                           | IRL                           | JPN                           | NZL                           | SUE                           | UK                            | Vendas                                        | Certificações                                              |
| ---------------------------- | --- | ----------------------------- | ----------------------------- | ----------------------------- | ----------------------------- | ----------------------------- | ----------------------------- | ----------------------------- | ----------------------------- | ----------------------------- | ----------------------------- | --------------------------------------------- | ---------------------------------------------------------- |
| Fearless (Taylor's Version)  | - Lançamento: 9 de abril de 2021 - Gravadora: Republic - Formatos: Cassete, CD, download digital, streaming, vinil    | 1                             | 2                             | 1                             | 1                             | 8                             | 1                             | 13                            | 1                             | 17                            | 1                             | - Mundo: 980.000 - EUA: 596.000 - CAN: 18.000 | - ARIA: Ouro - ARIA: Ouro - RMNZ: Ouro                     |
| Red (Taylor's Version)       | - Lançamento: 12 de novembro de 2021 - Gravadora: Republic - Formato: CD, download digital, streaming, vinil          | 1                             | 8                             | 1                             | 1                             | 3                             | 1                             | 15                            | 1                             | 8                             | 1                             | - Mundo: 1.140.000 - EUA: 774.000             | - ARIA: Ouro - ARIA: Ouro - IFPI DIN: Ouro - RMNZ: Platina |
| Speak Now (Taylor's Version) | - Lançamento: 7 de julho de 2023 - Gravadora: Republic - Formatos: Cassete, CD, download digital, streaming, vinil    | 1                             | 1                             | 1                             | 1                             | 6                             | 1                             | 11                            | 1                             | 1                             | 1                             |                                               |                                                            |
| 1989 (Taylor's Version)      | - Lançamento: 27 de outubro de 2023 - Gravadora: Republic - Formatos: Cassete, CD, download digital, streaming, vinil | 1                             | 1                             | 1                             | 1                             | 1                             | 1                             | 11                            | 1                             | 1                             | 1                             |                                               |                                                            |

### Álbuns ao vivo
| Speak Now World Tour – Live                                                                            | - Lançamento: 21 de novembro de 2011 - Gravadora: Big Machine - Formatos: CD+DVD/Blu-ray, download digital, streaming | 11                                                    | 16                                                    | 25                                                    | 28                                                    | —                                                     | - EUA: 376.000                                        | - ARIA: 3× Platina                                    |
| Live from Clear Channel Stripped 2008                                                                  | - Lançamento: 23 de abril de 2020 - Gravadora: Big Machine - Formatos: Download digital, streaming                    | —                                                     | —                                                     | —                                                     | —                                                     | —                                                     |                                                       |                                                       |
| Folklore: The Long Pond Studio Sessions (From the Disney+ Special)                                     | - Lançamento: 24 de novembro de 2020 - Gravadora: Republic - Formatos: Download digital, streaming, vinil             | Combinado com Folklore em termos de paradas e vendas. | Combinado com Folklore em termos de paradas e vendas. | Combinado com Folklore em termos de paradas e vendas. | Combinado com Folklore em termos de paradas e vendas. | Combinado com Folklore em termos de paradas e vendas. | Combinado com Folklore em termos de paradas e vendas. | Combinado com Folklore em termos de paradas e vendas. |
| Lover (Live from Paris)                                                                                | - Lançamento: 13 de fevereiro de 2023 - Gravadora: Republic - Formatos: Vinil                                         | 58                                                    | —                                                     | —                                                     | —                                                     | 90                                                    |                                                       |                                                       |
| "—" denota álbuns que não conseguiram entrar nas paradas musicais ou não foram lançados no território. | |                                                       |                                                       |                                                       |                                                       |                                                       |                                                       |                                                       |

### Compilações
| Título                                                                       | Detalhes                                                      | Notas |
| ---------------------------------------------------------------------------- | ------------------------------------------------------------- | --- |
| Spotify Singles                                                              | - Lançamento: 13 de abril de 2018 - Gravadora: Big Machine    | - EP exclusivo do Spotify que consiste em uma versão acústica ao vivo de "Delicate" (2017) da Big Weekend da BBC Radio 1 e um cover de "September" da Earth, Wind & Fire (1978) |
| Reputation Stadium Tour Surprise Song Playlist                               | - Lançamento: 30 de novembro de 2018 - Gravadora: Big Machine | - Playlist composta por "canções surpresa" que Swift apresentou em sua Reputation Stadium Tour (2018) |
| Folklore: The Escapism Chapter                                               | - Lançamento: 21 de agosto de 2020 - Gravadora: Republic      | - Playlists que consistem em canções selecionadas do Folklore |
| Folklore: The Sleepless Nights Chapter                                       | - Lançamento: 24 de agosto de 2020 - Gravadora: Republic      | - Playlists que consistem em canções selecionadas do Folklore |
| Folklore: The Saltbox House Chapter                                          | - Lançamento: 27 de agosto de 2020 - Gravadora: Republic      | - Playlists que consistem em canções selecionadas do Folklore |
| Folklore: The Yeah I Showed Up at Your Party Chapter                         | - Lançamento: 21 de setembro de 2020 - Gravadora: Republic    | - Playlist composta por canções selecionadas do Folklore, além de uma apresentação ao vivo de "Betty" no 55.° Academy of Country Music Awards |
| Willow (The Witch Collection)                                                | - Lançamento: 16 de dezembro de 2020 - Gravadora: Republic    | - EP de remix composto por versões alternativas e vídeos do single de Swift de 2020 "Willow" |
| The Dropped Your Hand While Dancing Chapter                                  | - Lançamento: 21 de janeiro de 2021 - Gravadora: Republic     | - Playlists que consistem em canções selecionadas de Folklore e Evermore |
| The Forever Is the Sweetest Con Chapter                                      | - Lançamento: 28 de janeiro de 2021 - Gravadora: Republic     | - Playlists que consistem em canções selecionadas de Folklore e Evermore |
| The Ladies Lunching Chapter                                                  | - Lançamento: 4 de fevereiro de 2021 - Gravadora: Republic    | - Playlists que consistem em canções selecionadas de Folklore e Evermore |
| Fearless (Taylor's Version): The Halfway Out the Door Chapter                | - Lançamento: 13 de maio de 2021 - Gravadora: Republic        | - Playlists compostas por canções selecionadas de Fearless (Taylor's Version) |
| Fearless (Taylor's Version): The Kissing in the Rain Chapter                 | - Lançamento: 19 de maio de 2021 - Gravadora: Republic        | - Playlists compostas por canções selecionadas de Fearless (Taylor's Version) |
| Fearless (Taylor's Version): The I Remember What You Said Last Night Chapter | - Lançamento: 24 de maio de 2021 - Gravadora: Republic        | - Playlists compostas por canções selecionadas de Fearless (Taylor's Version) |
| Fearless (Taylor's Version): The From the Vault Chapter                      | - Lançamento: 26 de maio de 2021 - Gravadora: Republic        | - Playlists compostas por canções selecionadas de Fearless (Taylor's Version) |
| Red (Taylor's Version): Could You Be the One Chapter                         | - Lançamento: 13 de janeiro de 2022 - Gravadora: Republic     | - Playlists compostas por canções selecionadas de Red (Taylor's Version) |
| Red (Taylor's Version): She Wrote a Song About Me Chapter                    | - Lançamento: 18 de janeiro de 2022 - Gravadora: Republic     | - Playlists compostas por canções selecionadas de Red (Taylor's Version) |
| Red (Taylor's Version): The Slow Motion Chapter                              | - Lançamento: 25 de janeiro de 2022 - Gravadora: Republic     | - Playlists compostas por canções selecionadas de Red (Taylor's Version) |
| Red (Taylor's Version): From the Vault Chapter                               | - Lançamento: 31 de janeiro de 2022 - Gravadora: Republic     | - Playlists compostas por canções selecionadas de Red (Taylor's Version) |
| The More Fearless (Taylor's Version) Chapter                                 | - Lançamento: 17 de março de 2023 - Gravadora: Republic       | - Playlist composta por canções selecionadas de Fearless (Taylor's Version) e a faixa inédita "If This Was a Movie (Taylor's Version)", uma versão regrava da canção originalmente incluída na edição deluxe de Speak Now |
| The More Lover Chapter                                                       | - Lançamento: 17 de março de 2023 - Gravadora: Republic       | - Playlist composta por canções selecionadas de Lover e a faixa inédita "All of the Girls You Loved Before" |
| The More Red (Taylor's Version) Chapter                                      | - Lançamento: 17 de março de 2023 - Gravadora: Republic       | - Playlist composta por canções selecionadas de Red (Taylor's Version) é as faixas inéditas "Eyes Open (Taylor's Version)" e "Safe & Sound (Taylor's Version)" com participação de Joy Williams e John Paul White, versões regravadas das canções originalmente incluídas em The Hunger Games: Songs from District 12 and Beyond |

### Box sets
| Título                    | Detalhes                                                                  | Notas |
| ------------------------- | ------------------------------------------------------------------------- | --- |
| Complete Album Collection | - Lançamento: 22 de novembro de 2013 - Gravadora: Universal - Formato: CD | - Um box set exclusivo da Alemanha composto por 5 CDs—Taylor Swift, Fearless, Speak Now, Red, e Speak Now World Tour – Live |

## Extended plays(EPs)

### Extended playsde estúdio
| The Taylor Swift Holiday Collection                                                                 | - Lançamento: 14 de outubro de 2007 - Gravadora: Big Machine - Formatos: CD, download digital, streaming | 20 | 76 | - EUA: 1.100.000 | - RIAA: Platina |
| Beautiful Eyes                                                                                      | - Lançamento: 15 de julho de 2008 (Exclusivo da Walmart) - Gravadora: Big Machine - Formatos: CD+DVD     | 9  | —  | - EUA: 369.000   |                 |
| "—" denota EPs que não conseguiram entrar nas paradas musicais ou não foram lançados no território. | |    |    |                  |                 |

### Extended playsao vivo
| Título                | Detalhes do EP |
| --------------------- | --- |
| Napster Live          | - Lançamento: 24 de outubro de 2006 (Exclusivo do Napster) - Gravadora: Big Machine - Formatos: Streaming                  |
| Rhapsody Originals    | - Lançamento: Novembro de 2007 (Exclusivo do Rhapsody) - Gravadora: Big Machine - Formatos: Streaming                      |
| iTunes Live from SoHo | - Lançamento: 15 de janeiro de 2008 (exclusivo do iTunes) - Gravadora: Big Machine - Formatos: Download digital, streaming |

## Singles

### Como artista principal

#### Década de 2000
| Ano | Canção                   | Melhores posições nas paradas | Melhores posições nas paradas | Melhores posições nas paradas | Melhores posições nas paradas | Melhores posições nas paradas | Melhores posições nas paradas | Melhores posições nas paradas | Melhores posições nas paradas | Melhores posições nas paradas | Melhores posições nas paradas | Certificações                                                                                          | Álbum        |
| Ano | Canção                   | EUA                           | ALE                           | AUS                           | AUT                           | CAN                           | IRL                           | JPN                           | NZL                           | SUI                           | UK                            | Certificações                                                                                          | Álbum        |
| --- | ------------------------ | ----------------------------- | ----------------------------- | ----------------------------- | ----------------------------- | ----------------------------- | ----------------------------- | ----------------------------- | ----------------------------- | ----------------------------- | ----------------------------- | --- | ------------ |
| 2006 | "Tim McGraw"             | 40                            | —                             | —                             | —                             | —                             | —                             | —                             | —                             | —                             | —                             | - RIAA: 2× Platina                                                                                     | Taylor Swift |
| 2007 | "Teardrops on My Guitar" | 13                            | —                             | —                             | —                             | 45                            | —                             | —                             | —                             | —                             | 51                            | - RIAA: 3× Platina - BPI: Prata - MC: Platina                                                          | Taylor Swift |
| 2007 | "Our Song"               | 16                            | —                             | —                             | —                             | 30                            | —                             | —                             | —                             | —                             | —                             | - RIAA: 4× Platina - BPI: Prata - MC: Platina                                                          | Taylor Swift |
| 2008 | "Picture to Burn"        | 28                            | —                             | —                             | —                             | 48                            | —                             | —                             | —                             | —                             | —                             | - RIAA: 2× Platina - MC: Ouro                                                                          | Taylor Swift |
| 2008 | "Should've Said No"      | 33                            | —                             | —                             | —                             | 67                            | —                             | —                             | 18                            | —                             | —                             | - RIAA: Platina                                                                                        | Taylor Swift |
| 2008 | "Love Story"             | 4                             | 22                            | 1                             | 30                            | 4                             | 3                             | 3                             | 3                             | 50                            | 2                             | - RIAA: 8× Platina - ARIA: 10× Platina - BPI: 2× Platina - MC: 2× Platina - RIAJ: Ouro - RMNZ: Platina | Fearless     |
| 2008 | "White Horse"            | 13                            | —                             | 41                            | —                             | 43                            | —                             | —                             | —                             | —                             | 60                            | - RIAA: 2× Platina - ARIA: Ouro - MC: Ouro                                                             | Fearless     |
| 2009 | "You Belong with Me"     | 2                             | —                             | 5                             | —                             | 3                             | 12                            | 10                            | 5                             | 58                            | 30                            | - RIAA: 7× Platina - ARIA: 4× Platina - BPI: Platina - MC: 2× Platina - RIAJ: Platina - RMNZ: Platina  | Fearless     |
| 2009 | "Fifteen"                | 23                            | —                             | 48                            | —                             | 19                            | —                             | —                             | —                             | —                             | —                             | - RIAA: 2× Platina - MC: Ouro                                                                          | Fearless     |
| "—" denota singles que não conseguiram entrar nas paradas musicais ou não foram lançados no território. |                          |                               |                               |                               |                               |                               |                               |                               |                               |                               |                               | |              |

#### Década de 2010
| Ano | Canção                                                                      | Melhores posições nas paradas | Melhores posições nas paradas | Melhores posições nas paradas | Melhores posições nas paradas | Melhores posições nas paradas | Melhores posições nas paradas | Melhores posições nas paradas | Melhores posições nas paradas | Melhores posições nas paradas | Melhores posições nas paradas | Certificações | Álbum                                               |
| Ano | Canção                                                                      | EUA                           | ALE                           | AUS                           | AUT                           | CAN                           | IRL                           | JPN                           | NZL                           | SUI                           | UK                            | Certificações | Álbum                                               |
| --- | --------------------------------------------------------------------------- | ----------------------------- | ----------------------------- | ----------------------------- | ----------------------------- | ----------------------------- | ----------------------------- | ----------------------------- | ----------------------------- | ----------------------------- | ----------------------------- | --- | --------------------------------------------------- |
| 2010 | "Fearless"                                                                  | 9                             | —                             | —                             | —                             | 69                            | —                             | —                             | —                             | —                             | 111                           | - RIAA: Platina | Fearless                                            |
| 2010 | "Today Was a Fairytale"                                                     | 2                             | —                             | 3                             | —                             | 1                             | 41                            | 63                            | 29                            | —                             | 57                            | - RIAA: Platina - ARIA: Platina | Valentine's Day                                     |
| 2010 | "Mine"                                                                      | 3                             | —                             | 9                             | —                             | 7                             | 38                            | 6                             | 16                            | 46                            | 30                            | - RIAA: 3× Platina - ARIA: 2× Platina - BPI: Prata - MC: Ouro - RIAJ: Ouro - RMNZ: Ouro                                                                                     | Speak Now                                           |
| 2010 | "Back to December"                                                          | 6                             | —                             | 26                            | —                             | 7                             | —                             | —                             | 24                            | —                             | —                             | - RIAA: 2× Platina - BPI: Prata - MC: Ouro | Speak Now                                           |
| 2011 | "Mean"                                                                      | 11                            | —                             | 45                            | —                             | 10                            | —                             | —                             | —                             | —                             | —                             | - RIAA: 3× Platina - ARIA: Ouro - BPI: Prata - MC: Ouro | Speak Now                                           |
| 2011 | "The Story of Us"                                                           | 41                            | —                             | —                             | —                             | 70                            | —                             | —                             | —                             | —                             | —                             | - RIAA: Platina | Speak Now                                           |
| 2011 | "Sparks Fly"                                                                | 17                            | —                             | 97                            | —                             | 28                            | —                             | —                             | —                             | —                             | —                             | - RIAA: Platina | Speak Now                                           |
| 2011 | "Ours"                                                                      | 13                            | —                             | 91                            | —                             | 68                            | —                             | —                             | —                             | —                             | 181                           | - RIAA: Platina | Speak Now                                           |
| 2012 | "Eyes Open"                                                                 | 19                            | —                             | 47                            | —                             | 17                            | 65                            | —                             | 6                             | —                             | 70                            | - RIAA: Platina - RMNZ: Ouro | The Hunger Games: Songs from District 12 and Beyond |
| 2012 | "We Are Never Ever Getting Back Together"                                   | 1                             | 21                            | 3                             | 22                            | 1                             | 4                             | 2                             | 1                             | 21                            | 4                             | - RIAA: 6× Platina - ARIA: 5× Platina - BPI: 2× Platina - BVMI: Platina - RIAJ: Milhão - MC: Ouro - RMNZ: 2× Platina                                                        | Red                                                 |
| 2012 | "Ronan"                                                                     | 16                            | —                             | —                             | —                             | —                             | —                             | —                             | —                             | —                             | —                             | - RIAA: Ouro | Não adicionado à nenhum álbum                       |
| 2012 | "Begin Again"                                                               | 7                             | —                             | 20                            | —                             | 4                             | 25                            | —                             | 11                            | —                             | 30                            | - RIAA: Platina - MC: Ouro | Red                                                 |
| 2012 | "I Knew You Were Trouble"                                                   | 2                             | 9                             | 3                             | 6                             | 2                             | 4                             | 51                            | 3                             | 8                             | 2                             | - RIAA: 7× Platina - AFP: Ouro - ARIA: 6× Platina - BPI: 2× Platina - BVMI: Platina - IFPI AUT: Ouro - IFPI SUI: Platina - MC: 5× Platina - RIAJ: Ouro - RMNZ: 2× Platina   | Red                                                 |
| 2013 | "22"                                                                        | 20                            | —                             | 21                            | —                             | 20                            | 12                            | 53                            | 23                            | —                             | 9                             | - RIAA: 3× Platina - ARIA: 2× Platina - BPI: Platina - MC: Platina - RIAJ: Ouro - RMNZ: Ouro                                                                                | Red                                                 |
| 2013 | "Highway Don't Care" (Tim McGraw com Taylor Swift com part. de Keith Urban) | 22                            | —                             | 73                            | —                             | 21                            | —                             | —                             | —                             | —                             | —                             | - RIAA: 3× Platina | Two Lanes of Freedom                                |
| 2013 | "Red"                                                                       | 6                             | —                             | 30                            | —                             | 5                             | 25                            | 43                            | 14                            | —                             | 26                            | - RIAA: 2× Platina - ARIA: Ouro - BPI: Prata | Red                                                 |
| 2013 | "Everything Has Changed" (com part. de Ed Sheeran)                          | 32                            | —                             | 28                            | —                             | 28                            | 5                             | —                             | 22                            | —                             | 7                             | - RIAA: 2× Platina - ARIA: Platina - BPI: Platina - RMNZ: Ouro | Red                                                 |
| 2013 | "The Last Time" (com part. de Gary Lightbody)                               | —                             | —                             | —                             | —                             | 73                            | 15                            | —                             | —                             | —                             | 25                            | | Red                                                 |
| 2014 | "Shake It Off"                                                              | 1                             | 5                             | 1                             | 6                             | 1                             | 3                             | 4                             | 1                             | 7                             | 2                             | - RIAA: Diamante - AFP: Ouro - ARIA: 13× Platina - BPI: 4× Platina - BVMI: Ouro - IFPI AUT: Ouro - IFPI SUI: Platina - MC: 6× Platina - RIAJ: 3× Platina - RMNZ: 3× Platina | 1989                                                |
| 2014 | "Blank Space"                                                               | 1                             | 9                             | 1                             | 6                             | 1                             | 4                             | 45                            | 2                             | 12                            | 4                             | - RIAA: 8× Platina - AFP: Ouro - ARIA: 8× Platina - BPI: 2× Platina - BVMI: Ouro - IFPI SUI: Ouro - MC: 4× Platina - RIAJ: Ouro - RMNZ: Platina                             | 1989                                                |
| 2015 | "Style"                                                                     | 6                             | 76                            | 8                             | 28                            | 6                             | 38                            | 53                            | 11                            | —                             | 21                            | - RIAA: 3× Platina - ARIA: 2× Platina - BPI: Platina - MC: 3× Platina - RMNZ: Ouro                                                                                          | 1989                                                |
| 2015 | "Bad Blood" (solo ou com part. de Kendrick Lamar)                           | 1                             | 29                            | 1                             | 22                            | 1                             | 8                             | 20                            | 1                             | 28                            | 4                             | - RIAA: 6× Platina - ARIA: 3× Platina - BPI: Platina - MC: 3× Platina - RMNZ: Ouro                                                                                          | 1989                                                |
| 2015 | "Wildest Dreams"                                                            | 5                             | 51                            | 3                             | 21                            | 4                             | 39                            | —                             | 8                             | 53                            | 40                            | - RIAA: 4× Platina - AFP: Platina - ARIA: 2× Platina - BPI: Platina - BVMI: Ouro - MC: Platina - RMNZ: Ouro                                                                 | 1989                                                |
| 2016 | "Out of the Woods"                                                          | 18                            | —                             | 19                            | 64                            | 8                             | —                             | —                             | 6                             | —                             | 136                           | - RIAA: Platina - ARIA: Ouro - BPI: Prata - MC: Ouro | 1989                                                |
| 2016 | "New Romantics"                                                             | 46                            | —                             | 35                            | —                             | 58                            | —                             | 90                            | —                             | —                             | 132                           | - RIAA: Ouro - ARIA: Ouro | 1989                                                |
| 2016 | "I Don't Wanna Live Forever" (com Zayn)                                     | 2                             | 2                             | 3                             | 2                             | 2                             | 4                             | —                             | 4                             | 2                             | 5                             | - RIAA: 4× Platina - AFP: Platina - ARIA: 7× Platina - BPI: Platina - BVMI: 3× Ouro - MC: 7× Platina - RMNZ: Platina                                                        | Fifty Shades Darker                                 |
| 2017 | "Look What You Made Me Do"                                                  | 1                             | 3                             | 1                             | 2                             | 1                             | 1                             | 7                             | 1                             | 6                             | 1                             | - RIAA: 4× Platina - AFP: Platina - ARIA: 4× Platina - BPI: Platina - BVMI: Ouro - MC: 3× Platina - PMB: Diamante - RMNZ: Ouro                                              | Reputation                                          |
| 2017 | "...Ready for It?"                                                          | 4                             | 47                            | 3                             | 26                            | 7                             | 12                            | —                             | 9                             | 41                            | 7                             | - RIAA: 2× Platina - ARIA: 2× Platina - BPI: Ouro - MC: 2× Platina | Reputation                                          |
| 2017 | "End Game" (com part. de Ed Sheeran e Future)                               | 18                            | —                             | 36                            | —                             | 11                            | 68                            | —                             | —                             | —                             | 49                            | - RIAA: Platina - ARIA: Platina - BPI: Prata - MC: Platina - PMB: Ouro | Reputation                                          |
| 2017 | "New Year's Day"                                                            | —                             | —                             | —                             | —                             | —                             | —                             | —                             | —                             | —                             | —                             | | Reputation                                          |
| 2018 | "Delicate"                                                                  | 12                            | —                             | 28                            | 70                            | 20                            | 31                            | —                             | 33                            | 88                            | 45                            | - RIAA: 2× Platina - AFP: Platina - ARIA: Platina - BPI: Ouro - PMB: Platina                                                                                                | Reputation                                          |
| 2018 | "Getaway Car"                                                               | —                             | —                             | —                             | —                             | —                             | —                             | —                             | —                             | —                             | —                             | - ARIA: Platina - BPI: Prata | Reputation                                          |
| 2019 | "Me!" (com part. de Brendon Urie da Panic! at the Disco)                    | 2                             | 12                            | 2                             | 7                             | 2                             | 5                             | 6                             | 3                             | 12                            | 3                             | - RIAA: 2× Platina - AFP: Platina - ARIA: 3× Platina - BPI: Platina - IFPI AUT: Ouro - MC: Platina - RMNZ: Ouro                                                             | Lover                                               |
| 2019 | "You Need to Calm Down"                                                     | 2                             | 36                            | 3                             | 21                            | 4                             | 5                             | 23                            | 5                             | 22                            | 5                             | - RIAA: 3× Platina - AFP: Ouro - ARIA: 3× Platina - BPI: Platina - IFPI AUT: Ouro - RMNZ: Ouro                                                                              | Lover                                               |
| 2019 | "Lover"                                                                     | 10                            | 61                            | 3                             | 47                            | 7                             | 9                             | 76                            | 3                             | 52                            | 14                            | - RIAA: 2× Platina - AFP: Platina - ARIA: 2× Platina - BPI: Platina - MC: 3× Platina - RMNZ: Ouro                                                                           | Lover                                               |
| 2019 | "Christmas Tree Farm"                                                       | 59                            | 60                            | 96                            | 50                            | 55                            | 51                            | —                             | —                             | 99                            | 44                            | - BPI: Prata | Não adicionado à nenhum álbum                       |
| "—" denota singles que não conseguiram entrar nas paradas musicais ou não foram lançados no território. |                                                                             |                               |                               |                               |                               |                               |                               |                               |                               |                               |                               | |                                                     |

#### Década de 2020
| Ano | Canção                                                    | Melhores posições nas paradas | Melhores posições nas paradas | Melhores posições nas paradas | Melhores posições nas paradas | Melhores posições nas paradas | Melhores posições nas paradas | Melhores posições nas paradas | Melhores posições nas paradas | Melhores posições nas paradas | Melhores posições nas paradas | Certificações                                                                                                | Álbum                       |
| Ano | Canção                                                    | EUA                           | ALE                           | AUS                           | AUT                           | CAN                           | IRL                           | NZL                           | SUI                           | UK                            | WW                            | Certificações                                                                                                | Álbum                       |
| --- | --------------------------------------------------------- | ----------------------------- | ----------------------------- | ----------------------------- | ----------------------------- | ----------------------------- | ----------------------------- | ----------------------------- | ----------------------------- | ----------------------------- | ----------------------------- | --- | --------------------------- |
| 2020 | "The Man"                                                 | 23                            | —                             | 17                            | 66                            | 21                            | 16                            | 15                            | 80                            | 21                            | —                             | - RIAA: Platina - ARIA: Platina - BPI: Ouro                                                                  | Lover                       |
| 2020 | "Cardigan"                                                | 1                             | 67                            | 1                             | 46                            | 3                             | 4                             | 2                             | 51                            | 6                             | 77                            | - RIAA: Platina - AFP: Ouro - BPI: Ouro - MC: 2× Platina                                                     | Folklore                    |
| 2020 | "Exile" (com part. de Bon Iver)                           | 6                             | —                             | 3                             | 56                            | 6                             | 3                             | 5                             | 48                            | 8                             | 133                           | - RIAA: Platina - BPI: Ouro - MC: 2× Platina                                                                 | Folklore                    |
| 2020 | "Betty"                                                   | 42                            | —                             | 22                            | —                             | 32                            | 88                            | —                             | —                             | —                             | 180                           | - BPI: Prata - MC: Ouro                                                                                      | Folklore                    |
| 2020 | "Willow"                                                  | 1                             | 46                            | 1                             | 30                            | 1                             | 3                             | 3                             | 21                            | 3                             | 2                             | - RIAA: Platina - ARIA: Platina - BPI: Ouro - MC: Platina                                                    | Evermore                    |
| 2021 | "No Body, No Crime" (com part. de Haim)                   | 34                            | —                             | 16                            | —                             | 11                            | 11                            | 29                            | —                             | 19                            | 16                            | | Evermore                    |
| 2021 | "Coney Island" (com part. de The National)                | 63                            | —                             | 42                            | —                             | 31                            | —                             | —                             | —                             | —                             | 45                            | | Evermore                    |
| 2021 | "Love Story (Taylor's Version)"                           | 11                            | —                             | 21                            | —                             | 7                             | 7                             | 18                            | —                             | 12                            | 7                             | - BPI: Prata                                                                                                 | Fearless (Taylor's Version) |
| 2021 | "I Bet You Think About Me" (com part. de Chris Stapleton) | 22                            | —                             | 43                            | —                             | 17                            | —                             | —                             | —                             | —                             | 22                            | | Red (Taylor's Version)      |
| 2021 | "Message in a Bottle"                                     | 45                            | —                             | 33                            | —                             | 32                            | —                             | —                             | —                             | —                             | 50                            | | Red (Taylor's Version)      |
| 2022 | "Anti-Hero"                                               | 1                             | 7                             | 1                             | 6                             | 1                             | 1                             | 1                             | 6                             | 1                             | 1                             | - ARIA: Platina - AFP: Platina - BPI: Platina - BVMI: Ouro - IFPI AUT: Ouro - MC: 2× Platina - RMNZ: Platina | Midnights                   |
| 2022 | "Lavender Haze"                                           | 2                             | 71                            | 2                             | 15                            | 2                             | 2                             | 2                             | 18                            | 3                             | 2                             | - ARIA: Ouro - BPI: Prata - MC: Platina - RMNZ: Ouro                                                         | Midnights                   |
| 2023 | "Karma"                                                   | 9                             | —                             | 9                             | —                             | 8                             | 37                            | 22                            | —                             | 55                            | 10                            | - MC: Platina                                                                                                | Midnights                   |
| 2023 | "Cruel Summer"                                            | 6                             | —                             | —                             | —                             | —                             | —                             | —                             | —                             | —                             | —                             | | Lover                       |
| "—" denota singles que não conseguiram entrar nas paradas musicais ou não foram lançados no território. |                                                           |                               |                               |                               |                               |                               |                               |                               |                               |                               |                               | |                             |

### Como artista convidada
| Ano | Canção                                                                   | Melhores posições nas paradas | Melhores posições nas paradas | Melhores posições nas paradas | Melhores posições nas paradas | Melhores posições nas paradas | Melhores posições nas paradas | Melhores posições nas paradas | Melhores posições nas paradas | Melhores posições nas paradas | Melhores posições nas paradas | Certificações                                | Álbum                                     |
| Ano | Canção                                                                   | EUA                           | ALE                           | AUS                           | AUT                           | CAN                           | IRL                           | NZL                           | SUI                           | UK                            | WW                            | Certificações                                | Álbum                                     |
| --- | ------------------------------------------------------------------------ | ----------------------------- | ----------------------------- | ----------------------------- | ----------------------------- | ----------------------------- | ----------------------------- | ----------------------------- | ----------------------------- | ----------------------------- | ----------------------------- | -------------------------------------------- | ----------------------------------------- |
| 2006 | "God Bless the Children" (Wayne Warner and the Nashville All-Star Choir) | —                             | —                             | —                             | —                             | —                             | —                             | —                             | —                             | —                             | —                             |                                              | Turbo Twang'n                             |
| 2009 | "Two Is Better Than One" (Boys Like Girls com part. de Taylor Swift)     | 18                            | —                             | —                             | —                             | 18                            | —                             | —                             | —                             | —                             | —                             | - RIAA: Platina                              | Love Drunk                                |
| 2010 | "Half of My Heart" (John Mayer com part. de Taylor Swift)                | 25                            | —                             | 71                            | —                             | 53                            | —                             | —                             | —                             | —                             | —                             | - RIAA: Platina - ARIA: Ouro                 | Battle Studies                            |
| 2012 | "Both of Us" (B.o.B com part. de Taylor Swift)                           | 18                            | —                             | 5                             | —                             | 23                            | 26                            | 10                            | —                             | 22                            | —                             | - RIAA: Platina - ARIA: Platina - RMNZ: Ouro | Strange Clouds                            |
| 2018 | "Babe" (Sugarland com part. de Taylor Swift)                             | 72                            | —                             | —                             | —                             | 94                            | —                             | —                             | —                             | —                             | —                             |                                              | Bigger                                    |
| 2021 | "Gasoline" (Haim com part. de Taylor Swift)                              | —                             | —                             | —                             | —                             | —                             | —                             | —                             | —                             | —                             | —                             |                                              | Women in Music Pt. III (Expanded Edition) |
| 2021 | "Renegade" (Big Red Machine com part. de Taylor Swift)                   | 73                            | —                             | 70                            | —                             | 58                            | 53                            | —                             | —                             | 73                            | 96                            |                                              | How Long Do You Think It's Gonna Last?    |
| 2022 | "The Joker and the Queen" (Ed Sheeran com part. de Taylor Swift)         | 21                            | 37                            | —                             | 35                            | 12                            | —                             | 26                            | 19                            | —                             | 10                            |                                              | =                                         |
| 2023 | "The Alcott" (The National com part. de Taylor Swift)                    | —                             | —                             | —                             | —                             | —                             | 63                            | —                             | —                             | 90                            | —                             |                                              | First Two Pages of Frankenstein           |
| "—" denota singles que não conseguiram entrar nas paradas musicais ou não foram lançados no território. |                                                                          |                               |                               |                               |                               |                               |                               |                               |                               |                               |                               |                                              |                                           |

### Singlespromocionais
| Ano | Canção                                                                          | Melhores posições nas paradas | Melhores posições nas paradas | Melhores posições nas paradas | Melhores posições nas paradas | Melhores posições nas paradas | Melhores posições nas paradas | Melhores posições nas paradas | Melhores posições nas paradas | Melhores posições nas paradas | Melhores posições nas paradas | Certificações                                   | Álbum                                               |
| Ano | Canção                                                                          | EUA                           | AUS                           | AUT                           | CAN                           | IRL                           | JPN                           | NZL                           | SUI                           | UK                            | WW                            | Certificações                                   | Álbum                                               |
| --- | ------------------------------------------------------------------------------- | ----------------------------- | ----------------------------- | ----------------------------- | ----------------------------- | ----------------------------- | ----------------------------- | ----------------------------- | ----------------------------- | ----------------------------- | ----------------------------- | ----------------------------------------------- | --------------------------------------------------- |
| 2008 | "I Heart ?"                                                                     | —                             | —                             | —                             | —                             | —                             | —                             | —                             | —                             | —                             | —                             |                                                 | Beautiful Eyes                                      |
| 2008 | "Beautiful Eyes"                                                                | —                             | —                             | —                             | —                             | —                             | —                             | —                             | —                             | —                             | —                             |                                                 | Beautiful Eyes                                      |
| 2008 | "Change"                                                                        | 10                            | —                             | —                             | —                             | —                             | —                             | —                             | —                             | —                             | —                             | - RIAA: Ouro                                    | AT&T Team USA Soundtrack                            |
| 2008 | "Breathe" (com part. de Colbie Caillat)                                         | 87                            | —                             | —                             | —                             | —                             | —                             | —                             | —                             | —                             | —                             | - RIAA: Ouro                                    | Fearless                                            |
| 2008 | "You're Not Sorry"                                                              | 11                            | —                             | —                             | 11                            | —                             | —                             | —                             | —                             | —                             | —                             | - RIAA: Platina                                 | Fearless                                            |
| 2009 | "American Girl"                                                                 | —                             | —                             | —                             | —                             | —                             | —                             | —                             | —                             | —                             | —                             |                                                 | Non-album promotional single                        |
| 2010 | "Speak Now"                                                                     | 8                             | 20                            | —                             | 8                             | —                             | —                             | 34                            | —                             | —                             | —                             | - RIAA: Ouro                                    | Speak Now                                           |
| 2011 | "Haunted"                                                                       | 63                            | —                             | —                             | 61                            | —                             | —                             | —                             | —                             | —                             | —                             | - RIAA: Ouro                                    | Speak Now                                           |
| 2011 | "If This Was a Movie"                                                           | 10                            | —                             | —                             | 17                            | —                             | —                             | —                             | —                             | 191                           | —                             |                                                 | Speak Now                                           |
| 2011 | "Superman"                                                                      | 26                            | —                             | —                             | 82                            | —                             | —                             | —                             | —                             | —                             | —                             |                                                 | Speak Now                                           |
| 2011 | "Safe & Sound" (com part. de the Civil Wars)                                    | 30                            | 38                            | —                             | 31                            | —                             | —                             | 11                            | —                             | 67                            | —                             | - RIAA: 2× Platina - ARIA: Platina - BPI: Prata | The Hunger Games: Songs from District 12 and Beyond |
| 2012 | "Long Live" (com part. de Paula Fernandes)                                      | —                             | —                             | —                             | —                             | —                             | —                             | —                             | —                             | —                             | —                             |                                                 | Speak Now World Tour – Live                         |
| 2012 | "State of Grace"                                                                | 13                            | 44                            | —                             | 9                             | —                             | 43                            | 20                            | —                             | 36                            | —                             | - RIAA: Ouro                                    | Red                                                 |
| 2013 | "The Moment I Knew"                                                             | 64                            | —                             | —                             | 58                            | —                             | —                             | —                             | —                             | 197                           | —                             |                                                 | Red                                                 |
| 2013 | "Come Back... Be Here"                                                          | —                             | —                             | —                             | 64                            | —                             | —                             | —                             | —                             | 188                           | —                             |                                                 | Red                                                 |
| 2013 | "Girl at Home"                                                                  | —                             | —                             | —                             | 75                            | —                             | —                             | —                             | —                             | —                             | —                             |                                                 | Red                                                 |
| 2013 | "Sweeter than Fiction"                                                          | 34                            | 44                            | —                             | 17                            | —                             | 38                            | 26                            | —                             | 45                            | —                             |                                                 | One Chance                                          |
| 2014 | "Welcome to New York"                                                           | 48                            | 23                            | —                             | 19                            | 55                            | 80                            | 6                             | —                             | 39                            | —                             | - RIAA: Platina - BPI: Prata                    | 1989                                                |
| 2015 | "Wonderland"                                                                    | 51                            | 84                            | —                             | 59                            | —                             | —                             | —                             | —                             | 171                           | —                             |                                                 | 1989                                                |
| 2015 | "You Are in Love"                                                               | 83                            | —                             | —                             | 99                            | —                             | —                             | —                             | —                             | —                             | —                             |                                                 | 1989                                                |
| 2017 | "Gorgeous"                                                                      | 13                            | 9                             | 32                            | 9                             | 18                            | 52                            | 19                            | 46                            | 15                            | —                             | - RIAA: Ouro - ARIA: Platina - BPI: Ouro        | Reputation                                          |
| 2017 | "Call It What You Want"                                                         | 27                            | 16                            | 43                            | 24                            | 44                            | —                             | 34                            | 99                            | 29                            | —                             | - RIAA: Ouro - ARIA: Ouro - BPI: Prata          | Reputation                                          |
| 2019 | "The Archer"                                                                    | 38                            | 19                            | —                             | 41                            | 31                            | —                             | 28                            | —                             | 43                            | —                             | - ARIA: Ouro                                    | Lover                                               |
| 2019 | "Beautiful Ghosts"                                                              | —                             | —                             | —                             | —                             | —                             | —                             | —                             | —                             | —                             | —                             |                                                 | Cats                                                |
| 2020 | "Only the Young"                                                                | 50                            | 31                            | —                             | 57                            | 40                            | —                             | —                             | —                             | 57                            | —                             |                                                 | Non-album promotional single                        |
| 2020 | "The 1"                                                                         | 4                             | 4                             | —                             | 7                             | 7                             | —                             | 7                             | 92                            | 10                            | 114                           | - RIAA: Platina - BPI: Prata                    | Folklore                                            |
| 2021 | "You All Over Me" (com part. de Maren Morris)                                   | 51                            | 34                            | —                             | 29                            | 35                            | —                             | —                             | —                             | 52                            | 35                            |                                                 | Fearless (Taylor's Version)                         |
| 2021 | "Mr. Perfectly Fine"                                                            | 30                            | 19                            | —                             | 23                            | 15                            | —                             | 25                            | —                             | 30                            | 19                            |                                                 | Fearless (Taylor's Version)                         |
| 2021 | "The Lakes"                                                                     | —                             | —                             | —                             | —                             | 52                            | —                             | —                             | —                             | 88                            | —                             |                                                 | Folklore                                            |
| 2021 | "Wildest Dreams (Taylor's Version)"                                             | 37                            | 28                            | —                             | 30                            | 15                            | —                             | 30                            | —                             | 25                            | 25                            | - BPI: Prata                                    | 1989 (Taylor's Version)                             |
| 2021 | "All Too Well (Taylor's Version)"                                               | 1                             | 1                             | —                             | 1                             | 1                             | —                             | 1                             | —                             | 3                             | 1                             | - ARIA: Platina - BPI: Ouro - RMNZ: Ouro        | Red (Taylor's Version)                              |
| 2022 | "This Love (Taylor's Version)"                                                  | 50                            | 23                            | —                             | 30                            | 26                            | —                             | 40                            | —                             | 42                            | 44                            |                                                 | 1989 (Taylor's Version)                             |
| 2022 | "Carolina"                                                                      | 60                            | 62                            | —                             | 49                            | 42                            | —                             | —                             | —                             | 63                            | 45                            |                                                 | Where the Crawdads Sing                             |
| 2022 | "Bejeweled"                                                                     | 6                             | 7                             | —                             | 7                             | —                             | —                             | 9                             | —                             | 63                            | 8                             | - BPI: Prata - MC: Platina                      | Midnights                                           |
| 2022 | "Question...?"                                                                  | 7                             | 11                            | —                             | 10                            | —                             | —                             | —                             | —                             | —                             | 11                            | - MC: Ouro                                      | Midnights                                           |
| 2023 | "All of the Girls You Loved Before"                                             | 12                            | 15                            | —                             | 12                            | 9                             | —                             | 13                            | —                             | 11                            | 10                            |                                                 | The More Lover Chapter                              |
| 2023 | "If This Was a Movie (Taylor's Version)"                                        | —                             | —                             | —                             | —                             | —                             | —                             | —                             | —                             | —                             | —                             |                                                 | The More Fearless (Taylor's Version) Chapter        |
| 2023 | "Eyes Open (Taylor's Version)"                                                  | —                             | —                             | —                             | —                             | —                             | —                             | —                             | —                             | —                             | —                             |                                                 | The More Red (Taylor's Version) Chapter             |
| 2023 | "Safe & Sound (Taylor's Version)" (com part. de Joy Williams e John Paul White) | —                             | —                             | —                             | —                             | —                             | —                             | —                             | —                             | —                             | —                             |                                                 | The More Red (Taylor's Version) Chapter             |
| "—" denota canções que não conseguiram entrar nas paradas musicais ou não foram lançados no território. |                                                                                 |                               |                               |                               |                               |                               |                               |                               |                               |                               |                               |                                                 |                                                     |

## Outras canções nas paradas e certificadas

### Década de 2000
| Ano | Canção                           | Melhores posições nas paradas | Melhores posições nas paradas | Melhores posições nas paradas | Melhores posições nas paradas | Melhores posições nas paradas | Melhores posições nas paradas | Certificações   | Álbum                               |
| Ano | Canção                           | EUA                           | EUA Country                   | EUA Pop                       | AUS                           | CAN                           | UK                            | Certificações   | Álbum                               |
| --- | -------------------------------- | ----------------------------- | ----------------------------- | ----------------------------- | ----------------------------- | ----------------------------- | ----------------------------- | --------------- | ----------------------------------- |
| 2007 | "I'm Only Me When I'm with You"  | —                             | —                             | 80                            | —                             | —                             | —                             | - RIAA: Platina | Taylor Swift                        |
| 2007 | "Invisible"                      | —                             | —                             | —                             | —                             | —                             | —                             | - RIAA: Ouro    | Taylor Swift                        |
| 2007 | "Last Christmas"                 | —                             | 28                            | —                             | —                             | —                             | —                             |                 | The Taylor Swift Holiday Collection |
| 2007 | "Santa Baby"                     | —                             | 43                            | —                             | —                             | —                             | —                             |                 | The Taylor Swift Holiday Collection |
| 2007 | "White Christmas"                | —                             | 59                            | —                             | —                             | —                             | —                             |                 | The Taylor Swift Holiday Collection |
| 2007 | "Silent Night"                   | —                             | 54                            | —                             | —                             | —                             | —                             |                 | The Taylor Swift Holiday Collection |
| 2007 | "Christmases When You Were Mine" | —                             | 48                            | —                             | —                             | —                             | —                             |                 | The Taylor Swift Holiday Collection |
| 2008 | "Umbrella"                       | —                             | —                             | 79                            | —                             | —                             | —                             |                 | iTunes Live from SoHo               |
| 2008 | "Hey Stephen"                    | 94                            | —                             | —                             | —                             | —                             | —                             | - RIAA: Ouro    | Fearless                            |
| 2008 | "Tell Me Why"                    | —                             | —                             | —                             | —                             | —                             | —                             |                 | Fearless                            |
| 2008 | "The Way I Loved You"            | 72                            | —                             | —                             | —                             | —                             | —                             | - RIAA: Ouro    | Fearless                            |
| 2008 | "Forever & Always"               | 34                            | —                             | —                             | —                             | 37                            | —                             | - RIAA: Platina | Fearless                            |
| 2008 | "The Best Day"                   | —                             | 56                            | —                             | —                             | —                             | —                             | - RIAA: Ouro    | Fearless                            |
| 2009 | "Crazier"                        | 17                            | —                             | 11                            | 57                            | 67                            | 100                           | - RIAA: Platina | Hannah Montana: The Movie           |
| 2009 | "Jump then Fall"                 | 10                            | 59                            | —                             | 98                            | 14                            | —                             | - RIAA: Ouro    | Fearless: Platinum Edition          |
| 2009 | "Untouchable"                    | 19                            | —                             | —                             | —                             | 23                            | —                             |                 | Fearless: Platinum Edition          |
| 2009 | "Come In with the Rain"          | 30                            | —                             | —                             | —                             | 40                            | —                             |                 | Fearless: Platinum Edition          |
| 2009 | "SuperStar"                      | 26                            | —                             | —                             | —                             | 35                            | —                             |                 | Fearless: Platinum Edition          |
| 2009 | "The Other Side of the Door"     | 23                            | —                             | —                             | —                             | 30                            | —                             |                 | Fearless: Platinum Edition          |
| "—" denota canções que não conseguiram entrar nas paradas musicais ou não foram lançadas no território. |                                  |                               |                               |                               |                               |                               |                               |                 |                                     |

### Década de 2010
| Ano | Canção                                                   | Melhores posições nas paradas | Melhores posições nas paradas | Melhores posições nas paradas | Melhores posições nas paradas | Melhores posições nas paradas | Melhores posições nas paradas | Melhores posições nas paradas | Melhores posições nas paradas | Melhores posições nas paradas | Melhores posições nas paradas | Certificações                           | Álbum                       |
| Ano | Canção                                                   | EUA                           | ALE                           | AUS                           | CAN                           | ESC                           | IRL                           | NZL                           | SUE                           | UK                            | WW                            | Certificações                           | Álbum                       |
| --- | -------------------------------------------------------- | ----------------------------- | ----------------------------- | ----------------------------- | ----------------------------- | ----------------------------- | ----------------------------- | ----------------------------- | ----------------------------- | ----------------------------- | ----------------------------- | --------------------------------------- | --------------------------- |
| 2010 | "Breathless"                                             | 72                            | —                             | —                             | 49                            | —                             | —                             | —                             | —                             | 116                           | —                             |                                         | Hope for Haiti Now          |
| 2010 | "Dear John"                                              | 54                            | —                             | —                             | 68                            | —                             | —                             | —                             | —                             | —                             | —                             |                                         | Speak Now                   |
| 2010 | "Never Grow Up"                                          | 84                            | —                             | —                             | —                             | —                             | —                             | —                             | —                             | —                             | —                             | - RIAA: Ouro                            | Speak Now                   |
| 2010 | "Enchanted"                                              | 75                            | —                             | 50                            | 47                            | —                             | —                             | —                             | —                             | —                             | 55                            | - RIAA: Ouro - ARIA: Ouro - BPI: Prata  | Speak Now                   |
| 2010 | "Better than Revenge"                                    | 56                            | —                             | —                             | 73                            | —                             | —                             | —                             | —                             | —                             | —                             | - RIAA: Ouro                            | Speak Now                   |
| 2010 | "Innocent"                                               | 27                            | —                             | —                             | 53                            | —                             | —                             | —                             | —                             | —                             | —                             |                                         | Speak Now                   |
| 2010 | "Last Kiss"                                              | 71                            | —                             | —                             | 99                            | —                             | —                             | —                             | —                             | —                             | —                             |                                         | Speak Now                   |
| 2010 | "Long Live"                                              | 85                            | —                             | —                             | —                             | —                             | —                             | —                             | —                             | —                             | —                             |                                         | Speak Now                   |
| 2011 | "Drops of Jupiter (Live)"                                | —                             | —                             | —                             | —                             | —                             | —                             | —                             | —                             | —                             | —                             |                                         | Speak Now World Tour – Live |
| 2012 | "Treacherous"                                            | —                             | —                             | —                             | 65                            | —                             | —                             | —                             | —                             | —                             | —                             |                                         | Red                         |
| 2012 | "All Too Well"                                           | 80                            | 36                            | —                             | 59                            | —                             | —                             | —                             | —                             | —                             | —                             | - RIAA: Ouro - AFP: Ouro - BPI: Prata   | Red                         |
| 2012 | "I Almost Do"                                            | 65                            | —                             | —                             | 50                            | —                             | —                             | —                             | —                             | —                             | —                             |                                         | Red                         |
| 2012 | "Stay Stay Stay"                                         | 91                            | —                             | —                             | 70                            | —                             | —                             | —                             | —                             | —                             | —                             |                                         | Red                         |
| 2012 | "Holy Ground"                                            | —                             | —                             | —                             | 89                            | —                             | —                             | —                             | —                             | —                             | —                             |                                         | Red                         |
| 2012 | "Sad Beautiful Tragic"                                   | —                             | —                             | —                             | 92                            | —                             | —                             | —                             | —                             | —                             | —                             |                                         | Red                         |
| 2012 | "The Lucky One"                                          | —                             | —                             | —                             | 88                            | —                             | —                             | —                             | —                             | —                             | —                             |                                         | Red                         |
| 2012 | "Starlight"                                              | —                             | —                             | —                             | 80                            | —                             | —                             | —                             | —                             | —                             | —                             |                                         | Red                         |
| 2014 | "All You Had to Do Was Stay"                             | —                             | —                             | 99                            | 92                            | —                             | —                             | —                             | —                             | —                             | —                             | - RIAA: Ouro - BPI: Prata               | 1989                        |
| 2014 | "How You Get the Girl"                                   | —                             | —                             | —                             | 81                            | —                             | —                             | —                             | —                             | —                             | —                             | - RIAA: Ouro                            | 1989                        |
| 2014 | "This Love"                                              | —                             | —                             | —                             | 84                            | —                             | —                             | —                             | —                             | —                             | —                             | - RIAA: Platina                         | 1989                        |
| 2014 | "I Know Places"                                          | —                             | —                             | —                             | —                             | —                             | —                             | —                             | —                             | —                             | —                             | - RIAA: Ouro                            | 1989                        |
| 2017 | "I Did Something Bad"                                    | —                             | —                             | —                             | —                             | —                             | —                             | —                             | —                             | —                             | —                             | - BPI: Prata                            | Reputation                  |
| 2017 | "Don't Blame Me"                                         | —                             | 99                            | 46                            | —                             | —                             | 55                            | —                             | 100                           | 77                            | 124                           | - AFP: Ouro - ARIA: Platina - BPI: Ouro | Reputation                  |
| 2019 | "I Forgot That You Existed"                              | 28                            | —                             | 24                            | 29                            | 71                            | —                             | —                             | 50                            | —                             | —                             | - BPI: Prata                            | Lover                       |
| 2019 | "Cruel Summer"                                           | 29                            | —                             | 22                            | 28                            | 70                            | 20                            | 20                            | —                             | 27                            | 161                           | - BPI: Prata                            | Lover                       |
| 2019 | "I Think He Knows"                                       | 51                            | —                             | 34                            | 48                            | —                             | —                             | —                             | —                             | —                             | —                             |                                         | Lover                       |
| 2019 | "Miss Americana & the Heartbreak Prince"                 | 49                            | —                             | 32                            | 47                            | 92                            | —                             | —                             | —                             | —                             | —                             |                                         | Lover                       |
| 2019 | "Paper Rings"                                            | 45                            | —                             | 29                            | 40                            | 96                            | —                             | —                             | —                             | —                             | —                             | - BPI: Prata                            | Lover                       |
| 2019 | "Cornelia Street"                                        | 57                            | —                             | 40                            | 51                            | —                             | —                             | —                             | —                             | —                             | —                             |                                         | Lover                       |
| 2019 | "Death by a Thousand Cuts"                               | 67                            | —                             | 48                            | 64                            | —                             | —                             | —                             | —                             | —                             | —                             |                                         | Lover                       |
| 2019 | "London Boy"                                             | 62                            | —                             | 42                            | 54                            | —                             | —                             | —                             | —                             | —                             | —                             | - BPI: Prata                            | Lover                       |
| 2019 | "Soon You'll Get Better" (com part. de the Dixie Chicks) | 63                            | —                             | 54                            | 71                            | 97                            | —                             | —                             | —                             | —                             | —                             |                                         | Lover                       |
| 2019 | "False God"                                              | 77                            | —                             | 59                            | 77                            | —                             | —                             | —                             | —                             | —                             | —                             |                                         | Lover                       |
| 2019 | "Afterglow"                                              | 75                            | —                             | 57                            | 72                            | —                             | —                             | —                             | —                             | —                             | —                             |                                         | Lover                       |
| 2019 | "It's Nice to Have a Friend"                             | 92                            | —                             | 72                            | 97                            | —                             | —                             | —                             | —                             | —                             | —                             |                                         | Lover                       |
| 2019 | "Daylight"                                               | 89                            | —                             | 70                            | 87                            | —                             | —                             | —                             | —                             | —                             | —                             |                                         | Lover                       |
| "—" denota canções que não conseguiram entrar nas paradas musicais ou não foram lançadas no território. |                                                          |                               |                               |                               |                               |                               |                               |                               |                               |                               |                               |                                         |                             |

### Década de 2020
| Ano | Canção                                                                | Melhores posições nas paradas | Melhores posições nas paradas | Melhores posições nas paradas | Melhores posições nas paradas | Melhores posições nas paradas | Melhores posições nas paradas | Melhores posições nas paradas | Melhores posições nas paradas | Melhores posições nas paradas | Melhores posições nas paradas | Certificações                           | Álbum                       |
| Ano | Canção                                                                | EUA                           | AUS                           | CAN                           | IRL                           | NZL                           | POR                           | SUE                           | SUI                           | UK                            | WW                            | Certificações                           | Álbum                       |
| --- | --------------------------------------------------------------------- | ----------------------------- | ----------------------------- | ----------------------------- | ----------------------------- | ----------------------------- | ----------------------------- | ----------------------------- | ----------------------------- | ----------------------------- | ----------------------------- | --------------------------------------- | --------------------------- |
| 2020 | "The Last Great American Dynasty"                                     | 13                            | 7                             | 13                            | —                             | 13                            | 81                            | 87                            | —                             | —                             | —                             | - BPI: Prata                            | Folklore                    |
| 2020 | "My Tears Ricochet"                                                   | 16                            | 8                             | 14                            | —                             | —                             | 79                            | 97                            | —                             | —                             | —                             | - BPI: Prata                            | Folklore                    |
| 2020 | "Mirrorball"                                                          | 26                            | 14                            | 22                            | —                             | —                             | 103                           | —                             | —                             | —                             | —                             | - BPI: Prata                            | Folklore                    |
| 2020 | "Seven"                                                               | 35                            | 16                            | 26                            | —                             | —                             | 112                           | —                             | —                             | —                             | —                             |                                         | Folklore                    |
| 2020 | "August"                                                              | 23                            | 13                            | 19                            | 38                            | —                             | 94                            | —                             | —                             | 78                            | 101                           | - BPI: Prata                            | Folklore                    |
| 2020 | "This Is Me Trying"                                                   | 39                            | 18                            | 30                            | —                             | —                             | 126                           | —                             | —                             | —                             | —                             | - BPI: Prata                            | Folklore                    |
| 2020 | "Illicit Affairs"                                                     | 44                            | 21                            | 33                            | —                             | —                             | 131                           | —                             | —                             | —                             | —                             | - BPI: Prata                            | Folklore                    |
| 2020 | "Invisible String"                                                    | 37                            | 19                            | 29                            | —                             | —                             | 134                           | —                             | —                             | —                             | —                             |                                         | Folklore                    |
| 2020 | "Mad Woman"                                                           | 47                            | 25                            | 38                            | —                             | —                             | 162                           | —                             | —                             | —                             | —                             |                                         | Folklore                    |
| 2020 | "Epiphany"                                                            | 57                            | 29                            | 44                            | —                             | —                             | 181                           | —                             | —                             | —                             | —                             |                                         | Folklore                    |
| 2020 | "Peace"                                                               | 58                            | 33                            | 46                            | —                             | —                             | —                             | —                             | —                             | —                             | —                             |                                         | Folklore                    |
| 2020 | "Hoax"                                                                | 71                            | 43                            | 51                            | —                             | —                             | —                             | —                             | —                             | —                             | —                             |                                         | Folklore                    |
| 2020 | "Champagne Problems"                                                  | 21                            | 12                            | 6                             | 6                             | 24                            | 75                            | —                             | 92                            | 15                            | 12                            | - BPI: Prata - MC: Ouro                 | Evermore                    |
| 2020 | "Gold Rush"                                                           | 40                            | 21                            | 14                            | —                             | 34                            | 91                            | —                             | —                             | —                             | 21                            |                                         | Evermore                    |
| 2020 | "'Tis the Damn Season"                                                | 39                            | 24                            | 13                            | —                             | —                             | 101                           | —                             | —                             | —                             | 23                            |                                         | Evermore                    |
| 2020 | "Tolerate It"                                                         | 45                            | 33                            | 18                            | —                             | —                             | 122                           | —                             | —                             | —                             | 28                            |                                         | Evermore                    |
| 2020 | "Happiness"                                                           | 52                            | 37                            | 24                            | —                             | —                             | 142                           | —                             | —                             | —                             | 33                            |                                         | Evermore                    |
| 2020 | "Dorothea"                                                            | 67                            | 47                            | 34                            | —                             | —                             | 173                           | —                             | —                             | —                             | 47                            |                                         | Evermore                    |
| 2020 | "Ivy"                                                                 | 61                            | 43                            | 28                            | —                             | —                             | 185                           | —                             | —                             | —                             | 43                            |                                         | Evermore                    |
| 2020 | "Cowboy like Me"                                                      | 71                            | 55                            | 43                            | —                             | —                             | —                             | —                             | —                             | —                             | 62                            |                                         | Evermore                    |
| 2020 | "Long Story Short"                                                    | 68                            | 49                            | 39                            | —                             | —                             | 198                           | —                             | —                             | —                             | 55                            |                                         | Evermore                    |
| 2020 | "Marjorie"                                                            | 75                            | 57                            | 48                            | —                             | —                             | —                             | —                             | —                             | —                             | 66                            |                                         | Evermore                    |
| 2020 | "Closure"                                                             | 82                            | —                             | 57                            | —                             | —                             | —                             | —                             | —                             | —                             | 75                            |                                         | Evermore                    |
| 2020 | "Evermore" (com part. de Bon Iver)                                    | 57                            | 45                            | 26                            | —                             | —                             | 167                           | —                             | —                             | —                             | 40                            |                                         | Evermore                    |
| 2021 | "Right Where You Left Me"                                             | —                             | —                             | —                             | —                             | —                             | —                             | —                             | —                             | —                             | —                             |                                         | Evermore                    |
| 2021 | "It's Time to Go"                                                     | —                             | —                             | 86                            | —                             | —                             | —                             | —                             | —                             | —                             | 174                           |                                         | Evermore                    |
| 2021 | "Fearless (Taylor's Version)"                                         | 71                            | 54                            | 46                            | —                             | —                             | —                             | —                             | —                             | —                             | 53                            |                                         | Fearless (Taylor's Version) |
| 2021 | "Fifteen (Taylor's Version)"                                          | 88                            | 72                            | 56                            | —                             | —                             | —                             | —                             | —                             | —                             | 84                            |                                         | Fearless (Taylor's Version) |
| 2021 | "Hey Stephen (Taylor's Version)"                                      | —                             | 86                            | 68                            | —                             | —                             | —                             | —                             | —                             | —                             | 105                           |                                         | Fearless (Taylor's Version) |
| 2021 | "White Horse (Taylor's Version)"                                      | —                             | 99                            | 72                            | —                             | —                             | —                             | —                             | —                             | —                             | 111                           |                                         | Fearless (Taylor's Version) |
| 2021 | "You Belong with Me (Taylor's Version)"                               | 75                            | 53                            | 44                            | 30                            | —                             | —                             | —                             | —                             | 52                            | 51                            |                                         | Fearless (Taylor's Version) |
| 2021 | "Breathe (Taylor's Version)" (com part. de Colbie Caillat)            | —                             | —                             | 78                            | —                             | —                             | —                             | —                             | —                             | —                             | 133                           |                                         | Fearless (Taylor's Version) |
| 2021 | "Tell Me Why (Taylor's Version)"                                      | —                             | —                             | 92                            | —                             | —                             | —                             | —                             | —                             | —                             | 171                           |                                         | Fearless (Taylor's Version) |
| 2021 | "You're Not Sorry (Taylor's Version)"                                 | —                             | —                             | 90                            | —                             | —                             | —                             | —                             | —                             | —                             | 165                           |                                         | Fearless (Taylor's Version) |
| 2021 | "The Way I Loved You (Taylor's Version)"                              | 94                            | 89                            | 60                            | —                             | —                             | —                             | —                             | —                             | —                             | 93                            |                                         | Fearless (Taylor's Version) |
| 2021 | "Forever & Always (Taylor's Version)"                                 | 65                            | 45                            | 37                            | —                             | —                             | —                             | —                             | —                             | —                             | 41                            |                                         | Fearless (Taylor's Version) |
| 2021 | "The Best Day (Taylor's Version)"                                     | —                             | —                             | —                             | —                             | —                             | —                             | —                             | —                             | —                             | —                             |                                         | Fearless (Taylor's Version) |
| 2021 | "We Were Happy"                                                       | —                             | —                             | 95                            | —                             | —                             | —                             | —                             | —                             | —                             | —                             |                                         | Fearless (Taylor's Version) |
| 2021 | "That's When" (com part. de Keith Urban)                              | —                             | 81                            | 63                            | —                             | —                             | —                             | —                             | —                             | —                             | 130                           |                                         | Fearless (Taylor's Version) |
| 2021 | "Don't You"                                                           | —                             | —                             | 96                            | —                             | —                             | —                             | —                             | —                             | —                             | —                             |                                         | Fearless (Taylor's Version) |
| 2021 | "State of Grace (Taylor's Version)"                                   | 18                            | 25                            | 9                             | 7                             | 12                            | 89                            | —                             | —                             | 18                            | 12                            |                                         | Red (Taylor's Version)      |
| 2021 | "Red (Taylor's Version)"                                              | 25                            | 12                            | 12                            | 9                             | 15                            | 88                            | —                             | —                             | 22                            | 13                            |                                         | Red (Taylor's Version)      |
| 2021 | "Treacherous (Taylor's Version)"                                      | 54                            | 38                            | 41                            | —                             | —                             | —                             | —                             | —                             | —                             | 42                            |                                         | Red (Taylor's Version)      |
| 2021 | "I Knew You Were Trouble (Taylor's Version)"                          | 46                            | 21                            | 29                            | —                             | 26                            | 85                            | —                             | —                             | —                             | 23                            |                                         | Red (Taylor's Version)      |
| 2021 | "22 (Taylor's Version)"                                               | 52                            | 27                            | 33                            | —                             | —                             | 151                           | —                             | —                             | —                             | 30                            |                                         | Red (Taylor's Version)      |
| 2021 | "I Almost Do (Taylor's Version)"                                      | 59                            | 45                            | 49                            | —                             | —                             | —                             | —                             | —                             | —                             | 54                            |                                         | Red (Taylor's Version)      |
| 2021 | "We Are Never Ever Getting Back Together (Taylor's Version)"          | 55                            | 34                            | 40                            | —                             | —                             | 141                           | —                             | —                             | —                             | 41                            |                                         | Red (Taylor's Version)      |
| 2021 | "Stay Stay Stay (Taylor's Version)"                                   | 67                            | —                             | 57                            | —                             | —                             | —                             | —                             | —                             | —                             | 66                            |                                         | Red (Taylor's Version)      |
| 2021 | "The Last Time (Taylor's Version)" (com part. de Gary Lightbody)      | 66                            | —                             | 53                            | —                             | —                             | —                             | —                             | —                             | —                             | 61                            |                                         | Red (Taylor's Version)      |
| 2021 | "Holy Ground (Taylor's Version)"                                      | 76                            | —                             | 62                            | —                             | —                             | —                             | —                             | —                             | —                             | 77                            |                                         | Red (Taylor's Version)      |
| 2021 | "Sad Beautiful Tragic (Taylor's Version)"                             | 85                            | —                             | 71                            | —                             | —                             | —                             | —                             | —                             | —                             | 94                            |                                         | Red (Taylor's Version)      |
| 2021 | "The Lucky One (Taylor's Version)"                                    | 84                            | —                             | 68                            | —                             | —                             | —                             | —                             | —                             | —                             | 93                            |                                         | Red (Taylor's Version)      |
| 2021 | "Everything Has Changed (Taylor's Version)" (com part. de Ed Sheeran) | 63                            | —                             | 51                            | —                             | —                             | —                             | —                             | —                             | —                             | 59                            |                                         | Red (Taylor's Version)      |
| 2021 | "Starlight (Taylor's Version)"                                        | 90                            | —                             | 73                            | —                             | —                             | —                             | —                             | —                             | —                             | 102                           |                                         | Red (Taylor's Version)      |
| 2021 | "Begin Again (Taylor's Version)"                                      | 77                            | —                             | 61                            | —                             | —                             | —                             | —                             | —                             | —                             | 76                            |                                         | Red (Taylor's Version)      |
| 2021 | "The Moment I Knew (Taylor's Version)"                                | 83                            | —                             | 67                            | —                             | —                             | —                             | —                             | —                             | —                             | 95                            |                                         | Red (Taylor's Version)      |
| 2021 | "Come Back... Be Here (Taylor's Version)"                             | 87                            | —                             | 69                            | —                             | —                             | —                             | —                             | —                             | —                             | 97                            |                                         | Red (Taylor's Version)      |
| 2021 | "Girl at Home (Taylor's Version)"                                     | —                             | —                             | 76                            | —                             | —                             | —                             | —                             | —                             | —                             | 118                           |                                         | Red (Taylor's Version)      |
| 2021 | "Ronan (Taylor's Version)"                                            | —                             | —                             | 88                            | —                             | —                             | —                             | —                             | —                             | —                             | 142                           |                                         | Red (Taylor's Version)      |
| 2021 | "Better Man (Taylor's Version)"                                       | 51                            | —                             | 36                            | —                             | —                             | —                             | —                             | —                             | —                             | 46                            |                                         | Red (Taylor's Version)      |
| 2021 | "Nothing New" (com part. de Phoebe Bridgers)                          | 43                            | 31                            | 22                            | 25                            | —                             | 158                           | —                             | —                             | —                             | 33                            |                                         | Red (Taylor's Version)      |
| 2021 | "Babe (Taylor's Version)"                                             | 69                            | —                             | 56                            | —                             | —                             | —                             | —                             | —                             | —                             | 71                            |                                         | Red (Taylor's Version)      |
| 2021 | "Forever Winter"                                                      | 79                            | 64                            | 64                            | —                             | —                             | —                             | —                             | —                             | —                             | 87                            |                                         | Red (Taylor's Version)      |
| 2021 | "Run" (com part. de Ed Sheeran)                                       | 47                            | 19                            | 28                            | —                             | —                             | 95                            | —                             | —                             | —                             | 24                            |                                         | Red (Taylor's Version)      |
| 2021 | "The Very First Night"                                                | 61                            | —                             | 55                            | —                             | —                             | —                             | —                             | —                             | —                             | 68                            |                                         | Red (Taylor's Version)      |
| 2022 | "Maroon"                                                              | 3                             | 4                             | 4                             | —                             | 5                             | 11                            | 26                            | —                             | —                             | 4                             | - BPI: Prata - MC: Platina              | Midnights                   |
| 2022 | "Snow on the Beach" (com part. de Lana Del Rey)                       | 4                             | 3                             | 3                             | 3                             | 4                             | 9                             | 16                            | 16                            | 4                             | 3                             | - BPI: Prata - MC: Platina              | Midnights                   |
| 2022 | "You're on Your Own, Kid"                                             | 8                             | 6                             | 6                             | 6                             | 20                            | 13                            | 27                            | —                             | 65                            | 7                             | - BPI: Prata - MC: Platina              | Midnights                   |
| 2022 | "Midnight Rain"                                                       | 5                             | 5                             | 5                             | —                             | 5                             | 10                            | 28                            | —                             | —                             | 5                             | - ARIA: Ouro - BPI: Prata - MC: Platina | Midnights                   |
| 2022 | "Vigilante Shit"                                                      | 10                            | 10                            | 9                             | —                             | —                             | 12                            | 41                            | —                             | —                             | 9                             | - MC: Ouro                              | Midnights                   |
| 2022 | "Labyrinth"                                                           | 14                            | 13                            | 14                            | —                             | —                             | 32                            | 52                            | —                             | —                             | 12                            | - MC: Ouro                              | Midnights                   |
| 2022 | "Sweet Nothing"                                                       | 15                            | 14                            | 15                            | —                             | —                             | 34                            | 59                            | —                             | —                             | 14                            | - MC: Ouro                              | Midnights                   |
| 2022 | "Mastermind"                                                          | 13                            | 12                            | 12                            | —                             | —                             | 33                            | 56                            | —                             | —                             | 13                            | - MC: Ouro                              | Midnights                   |
| 2022 | "The Great War"                                                       | 26                            | —                             | 22                            | —                             | —                             | 65                            | —                             | —                             | —                             | 24                            |                                         | Midnights                   |
| 2022 | "Bigger Than the Whole Sky"                                           | 21                            | —                             | 20                            | —                             | —                             | 68                            | —                             | —                             | —                             | 22                            |                                         | Midnights                   |
| 2022 | "Paris"                                                               | 32                            | —                             | 25                            | —                             | —                             | 83                            | —                             | —                             | —                             | 30                            |                                         | Midnights                   |
| 2022 | "High Infidelity"                                                     | 33                            | —                             | 28                            | —                             | —                             | 91                            | —                             | —                             | —                             | 31                            |                                         | Midnights                   |
| 2022 | "Glitch"                                                              | 41                            | —                             | 32                            | —                             | —                             | 103                           | —                             | —                             | —                             | 35                            |                                         | Midnights                   |
| 2022 | "Would've, Could've, Should've"                                       | 20                            | —                             | 18                            | —                             | —                             | 66                            | —                             | —                             | —                             | 21                            |                                         | Midnights                   |
| 2022 | "Dear Reader"                                                         | 45                            | —                             | 35                            | —                             | —                             | 111                           | —                             | —                             | —                             | 37                            |                                         | Midnights                   |
| "—" denota canções que não conseguiram entrar nas paradas musicais ou não foram lançadas no território. |                                                                       |                               |                               |                               |                               |                               |                               |                               |                               |                               |                               |                                         |                             |

## Outras aparições
| Título            | Ano  | Outro(s) Artista(s) | Álbum                                               |
| ----------------- | ---- | ------------------- | --------------------------------------------------- |
| "Hold On"         | 2007 | Jack Ingram         | Rhapsody Originals                                  |
| "Big Star (Live)" | 2017 | Kenny Chesney       | Live in No Shoes Nation                             |
| "Macavity"        | 2019 | Idris Elba          | Cats: Highlights from the Motion Picture Soundtrack |

## Créditos de composição
| Título                                  | Ano  | Artista                         | Álbum                         |
| --------------------------------------- | ---- | ------------------------------- | ----------------------------- |
| "This Is Really Happening"              | 2007 | Britni Hoover                   | Country Strong                |
| "Best Days of Your Life"                | 2008 | Kellie Pickler                  | Kellie Pickler                |
| "You'll Always Find Your Way Back Home" | 2009 | Miley Cyrus como Hannah Montana | Hannah Montana: The Movie     |
| "This Is What You Came For"             | 2016 | Calvin Harris, Rihanna          | Não adicionada a nenhum álbum |
| "Better Man"                            | 2016 | Little Big Town                 | The Breaker                   |